# Sunday Muse
Sunday Muse es una actriz canadiense. Su nombre de nacimiento es el mismo que su nombre artístico. 

## Biografía
Muse lanzó Sunday Muse Cartoon Voices for Kids, un taller en Toronto, Nueva York, California, y Vancouver, como una manera de compartir todo lo que ganó durante sus años como actriz de voz principal. Sus clientes tenían papeles en Padre de familia, Super Why!, Will y Dewitt, Miss Spider, Rolie Polie Olie, Caillou, y Arthur. También hizo la voz de Alegrosita Los Cariñositos Viajan a Bromilandia y The Care Bears' Big Wish Movie. 

## Filmografía
- Undergrads (2001)
- Rolie Polie Olie (2002–2003)
- Rescue Heroes: The Movie (2003)
- Care Bears: Journey to Joke-a-lot (2004)
- JoJo's Circus (2004)
- The Care Bears' Big Wish Movie (2005)
- Time Warp Trio (2005–2006)
- Jane and the Dragon (2006)
- Jack, el empleado desempleado (2007)
- The Future is Wild (2007)
- Jimmy Two-Shoes (2009-2012) Saffi
- Bakugan Battle Brawlers (2008-2009)
- Willa y los animales (2008-2013)
- Total Drama, episodio "So, Uh, This Is My Team"[1] (2014) Ella